# Vouwgordijn

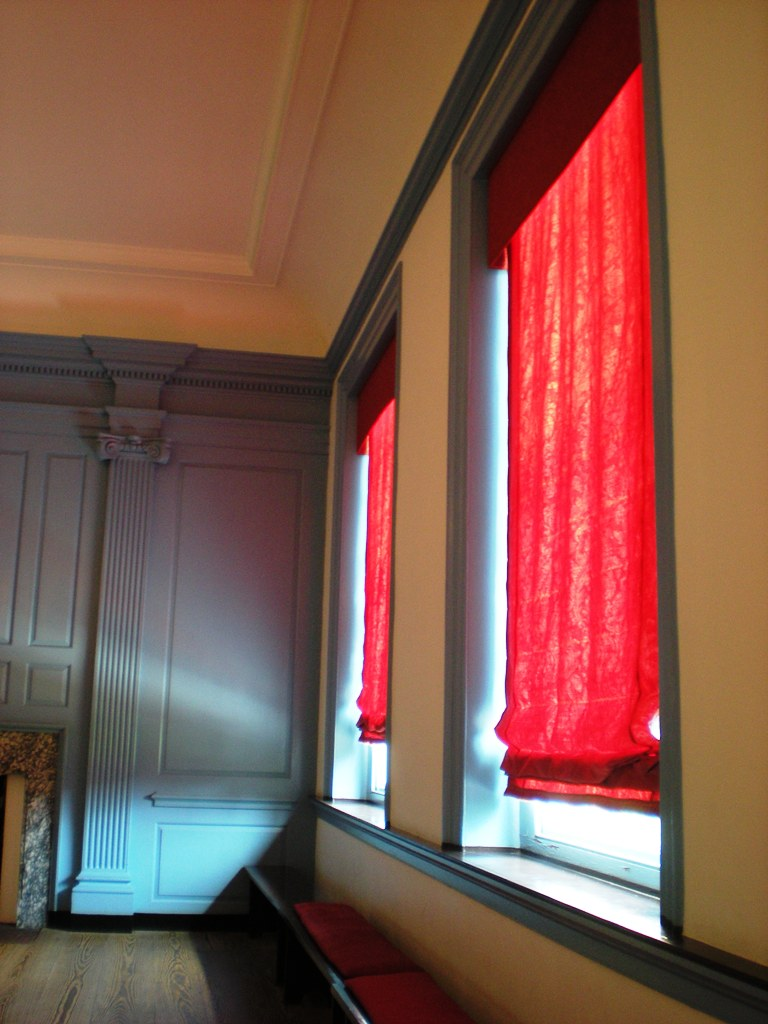
Vouwgordijnen bijna helemaal gesloten.

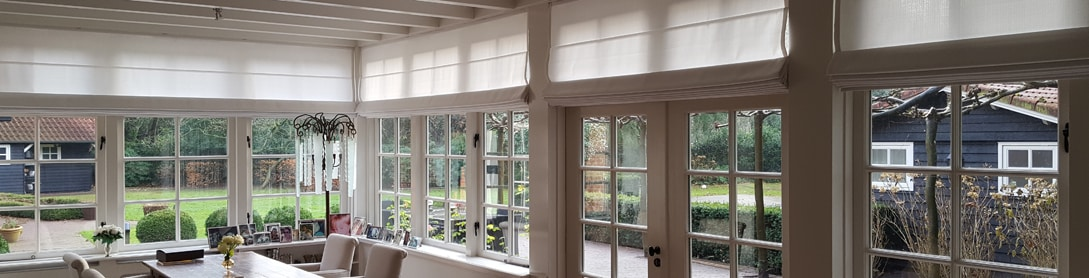
Grotendeels opgetrokken vouwgordijnen.

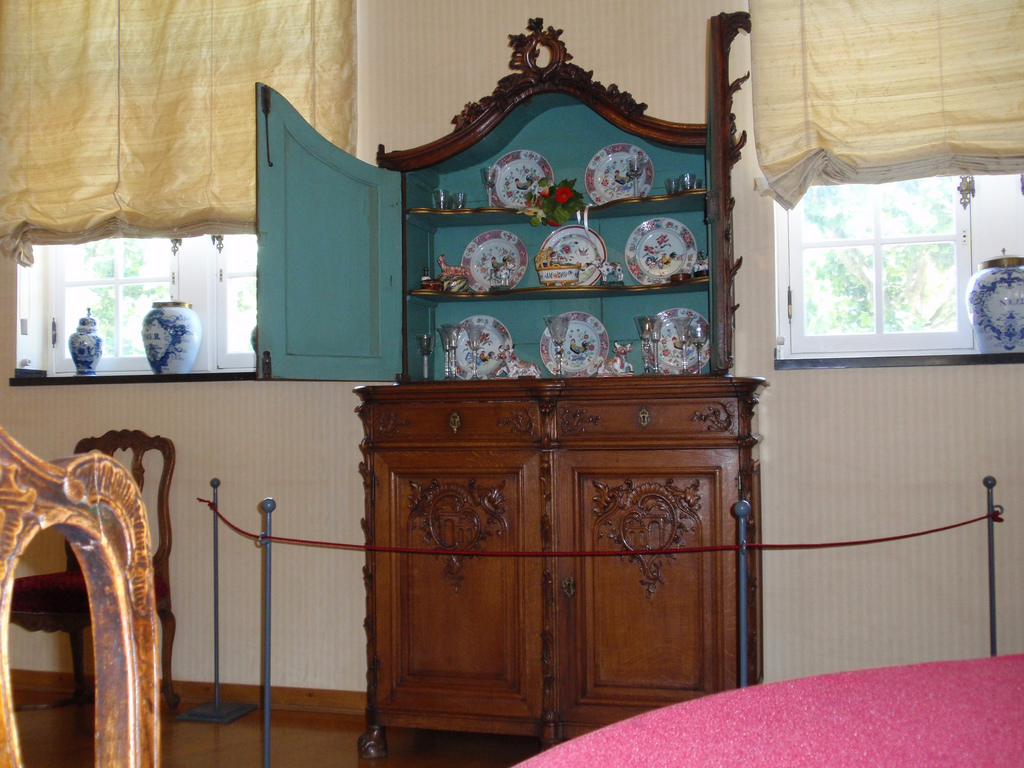
Vouwgordijnen zonder verstevigingen.

Een vouwgordijn is een specifiek type gordijn. Vouwgordijnen verschillen van andere raambekleding doordat ze gelijkmatig zigzaggend opstapelen bij het openen. In opgetrokken stand is er een strak horizontaal pakket stof bovenaan het raam.
Standaard wordt het vouwgordijn bediend met een koord of een ketting. Hiermee kan men bepalen hoe ver het open of dicht gaat. Het meest gebruikelijk is dat het koord of ketting verticaal hangt. Horizontaal zitten de koorden vast in “ogen” en door aan het koord te trekken zal de stof gelijkmatig omhoog getrokken worden. Bij de ketting wordt gebruik gemaakt van een nestenwiel waarlangs een as in beweging gesteld wordt. Deze as draait rond zodat de koorden gelijkmatig omhoog gaan.

## Stijlen
Vouwgordijnen zijn er in verschillende stijlen. De oudste variant is het model zonder baleinen zodat het vouwgordijn gedrapeerd omhoog getrokken wordt. Zo hangt de stof onregelmatig en golvend. (Zie de onderste foto.) Later werden en stokken of buisjes door de stof gestoken zodat de stof strakker ging hangen. De moderne versie is dat deze baleinen aan de voorzijde worden verwerkt in de stof waardoor er een heel strakke lap stof ontstaat. Voorheen werd vaak de zijkant afgewerkt in een donkere stof of materiaal omdat deze zijkanten vaak snel vies werden. Tegenwoordig wordt deze bies alleen nog gebruikt ter decoratie.

## Materialen
Er kunnen verschillende materialen gebruikt worden zoals hout en stof. Soms wordt er ook wel bamboe gebruikt. De moderne variant is bijna altijd gemaakt van textiel. Deze stof kan verschillende doelen hebben, lichtfiltering of verduistering. Des te dikker de stof des te meer het de zon tegenhoudt. Voor het optrekken bestond het systeem uit koorden, latten en oogjes. Nu wordt er vooral gebruikgemaakt van aluminium en kunststof systemen.

## Historie
De historie van vouwgordijnen gaat terug naar de Romeinse tijd. De Romeinen gebruikten lappen stof die ze konden optrekken om de gladiatoren en bezoekers in het Colosseum tegen de zon te beschermen. Vandaar dat vouwgordijnen in het Engels ook wel 'Roman blinds' of 'Roman shades' genoemd worden.